# 怪蛇綿鳚
怪蛇綿鳚，為輻鰭魚綱鱸形目绵鳚亞目绵鳚科的其中一種，分布於中太平洋東部，從加利福尼亞灣至巴拿馬海域，屬深海底棲性魚類，棲息深度在水深3200至3229公尺，體長可達24.2公分。

## 扩展阅读
維基物種上的相關：怪蛇綿鳚